# Rohatec růžkatý

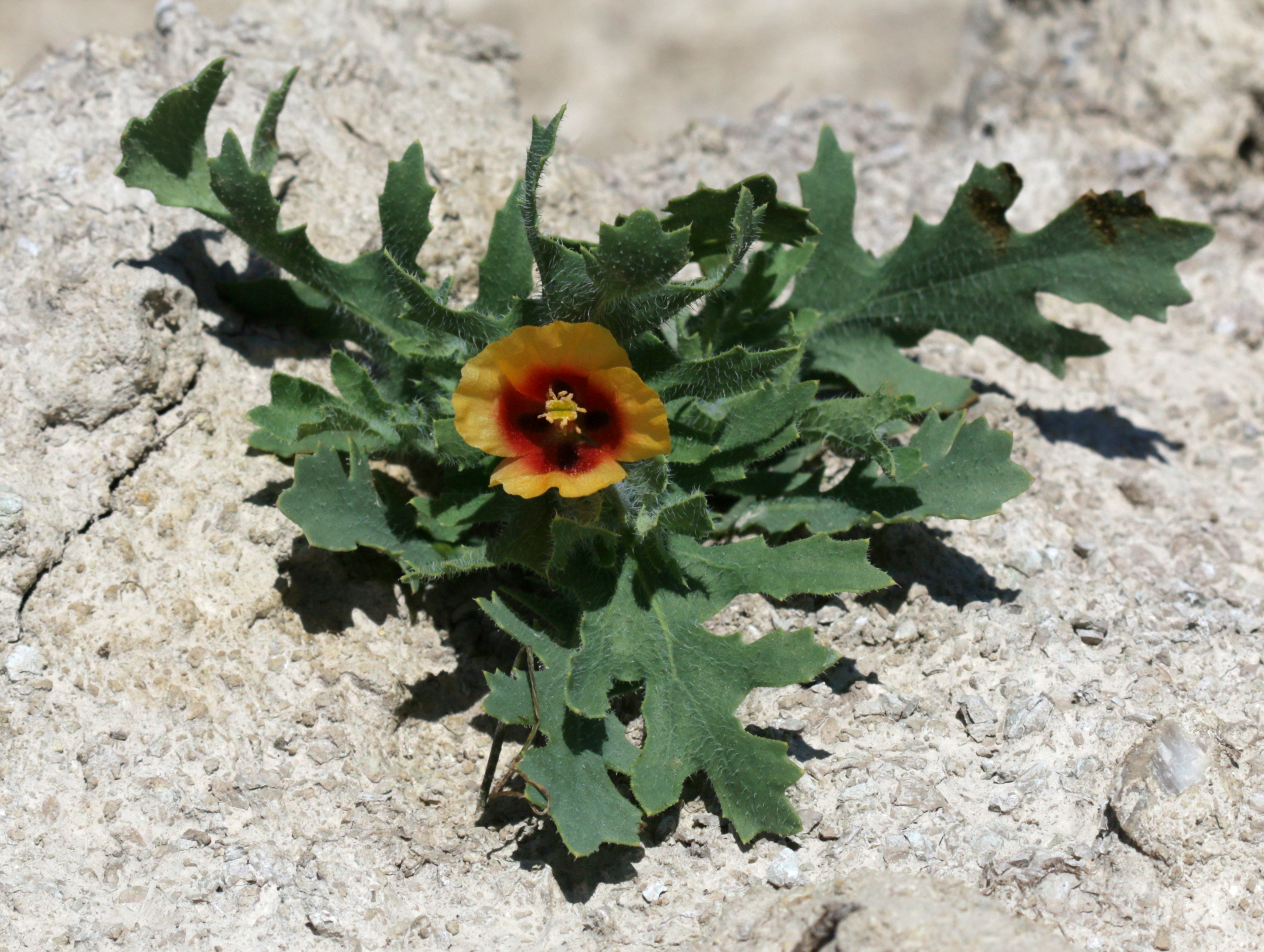
Osamělá rostlina

Rohatec růžkatý (Glaucium corniculatum) je středně vysoká, jednoletá, červenavě kvetoucí, planě rostoucí rostlina. V době plodu ho od velmi podobných máků odlišují protáhlé tobolky (delší než 10 cm). Tento archeofyt je jedním ze dvou druhů rodu rohatec vyskytující se v české přírodě. Před půl stoletím byla tato bylina považován za plevel a v současnosti je považována za vzácnou, je ohrožená vymizením.

## Výskyt
V Evropě se rohatec růžkatý vyskytuje hlavně v jižní části, Českou republikou a Slovenskem prochází severní hranice areálu. Směrem na východ je dále rozšířen přes Rusko na Kavkaz a do Střední Asie, původním druhem je také v severní Africe a na Blízkém východě. Druhotné rozšíření bylo zaznamenáno v Severní a Jižní Americe i v Austrálii. V ČR roste pouze v nížinách na jihu Moravy a v teplých oblastech severních, středních a východních Čech.

## Ekologie
Rostlině prospívají narušované půdy, jako jsou extenzivně obráběná pole a vinice, ale i komposty, skládky, rumiště, suché trávníky a podobná stanoviště, kde má k dispozici zásaditou a dostatečně výživnou půdu. Semena klíčí časně z jara, nebo již brzy po vysemenění na podzim, tehdy se rostlina chová jako ozimá. Kvete v červnu a červenci.

## Popis

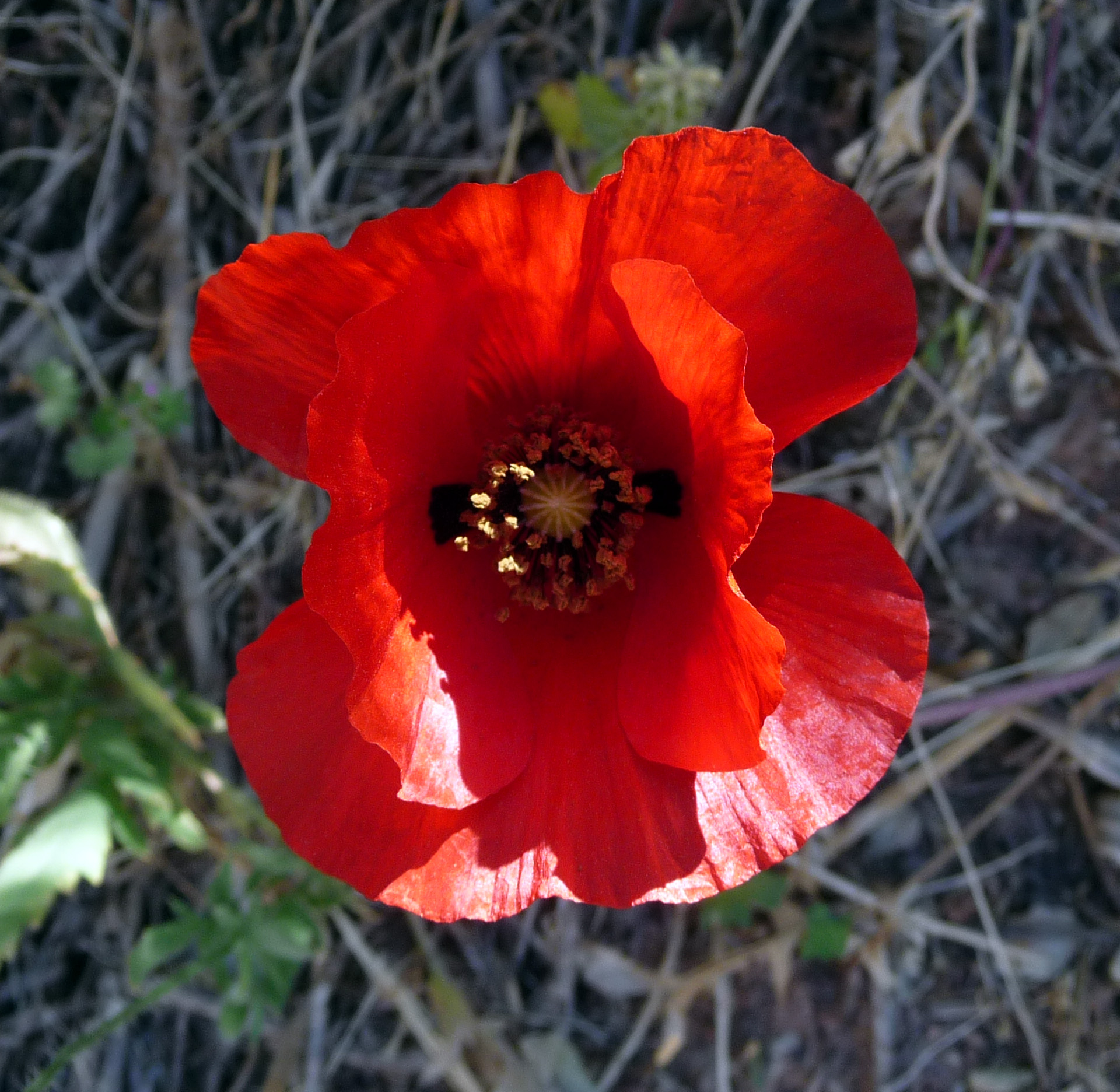
Květ

Jednoletá rostlina se štětinatě chlupatou lodyhou vysokou 30 až 40 cm. Lodyha je přímá, jednoduchá nebo jen řídce větvená a někdy bývá modravě ojíněná. Přízemní listy mají řapíky, na bázi lodyhy rostou poloobjímavé a horní jsou přisedlé. Čepele jsou podlouhlé až obvejčité, peřenodílné, nepravidelně laločnaté až nestejně ostře zubaté. Zoubky na vrcholech mají krátkou tuhou štětinku a všechny listy jsou oboustranně různě intenzivně chlupaté. Listy při kvetení od spodu usychají.
Květy jsou sytě červené až žlutooranžové, řidčeji žluté, obvykle s fialovou skvrnou na bázi plátků. Bývají až 4 cm velké, jsou koncové a vyrůstají jednotlivě na stopkách až 5 cm dlouhých. Kališní lístky jsou dva a brzy opadávají, obvejčité korunní lístky jsou čtyři a rostou ve dvou kruzích, vnitřní jsou užší než vnější. Žlutých tyčinek s vespod ztlustlými nitkami je v květu větší počet. Dvoulaločná blizna vyčnívá nad prašníky a začne dozrávat o několik hodin dřív, než začnou prašníky uvolňovat pyl. Květ pro opylující hmyz nemá nektar, nabízí pouze pyl; kvete pouze jeden den a druhý den koruna opadá. Ze svrchního semeníku, tvořeného dvěma plodolisty, se po opylení vyvine asi 2 cm dlouhá, chlupatá, pukající, dvoupouzdrá tobolka. Obsahuje ledvinovitá, tmavohnědá, asi 1 mm velká semena. Ploidie druhu je 2n = 12.

## Variabilita
Rostlina mají variabilní květy, ve Střední Evropě se vyskytují tři variety:
- Glaucium corniculatum var. 'corniculatum' - korunní lístky jsou purpurově červené a na bázi mají fialově černou skvrnu
- Glaucium corniculatum var. 'flaviflorum' DC. - korunní lístky jsou žluté a na bázi mají tmavě fialovou skvrnu
- Glaucium corniculatum var. 'tricolor' Ledeb - korunní lístky jsou oranžově žluté a na bázi mají tmavě fialovou, bíle olemovanou skvrnu

Značná pestrost je také u ochlupení lodyh a plodů.

## Ohrožení
V polovině 20. století byl v teplých oblastech jižní Moravy a Slovenska považován rohatec růžkatý za plevel rostoucí hlavně v obilninách a ve vinicích. V současnosti nenachází dostatek vhodných stanovišť a je silně na ústupu, v "Červeném seznamu cévnatých rostlin České republiky" z roku 2012 byl zařazen mezi druhy kriticky ohrožené (C1t).